# ノーウォーク川
ノーウォーク川 (ノーウォークがわ、Norwalk River) はアメリカ合衆国のコネチカット州南西部を流れる長さ約21マイル (34 km) の川。
リッジフィールドにある複数の池がノーウォーク川の水源である。そこからグレート・スワンプ (Great Swamp) に注ぎ、さらにリッジフィールド内を流れグレート池 (Great Pond) からの流入で水量を増す。国道9号線と平行して南へ流れ、ブランチビル、ジョージタウン、ウィルトンを経てノーウォークでシルバーマイン川が合流。ノーウォーク港でロングアイランド湾へ注ぐ。
1955年10月14-17日、熱帯低気圧による大雨により州内の他の河川と同様ノーウォーク川でも大規模な洪水が発生した。